# Kfar Haruv
Kfar Haruv (tiếng Hebrew: כְּפַר חָרוּב, lit. Làng Carob) là một khu định cư của người Israel được tổ chức như một kibbutz nằm ở phía nam Cao nguyên Golan. Một thành viên của Phong trào Kibbutz, nó thuộc thẩm quyền của Hội đồng khu vực Golan. Cộng đồng quốc tế coi các khu định cư của Israel ở Cao nguyên Golan là bất hợp pháp theo luật pháp quốc tế, nhưng chính phủ Israel tranh chấp điều này. Năm 2017 nó có dân số 400 người. [1]

## Địa lý
Kibbutz nằm trên rìa của vách đá 315 mét (1.033 ft) trên mực nước biển (khoảng 525 mét (1.722 ft) trên Biển hồ Galilee) và 2 kilômét (1,2 mi) phía đông biển.

## Lịch sử
Một ngôi làng tên là Kfar Yahrib được nhắc đến trong Thế kỷ thứ ba của Rehob. Sau đó, một ngôi làng Ả Rập có cùng tên Kafr Harib tồn tại ở rìa phía nam của khu vực xây dựng khu định cư hiện tại. Kafr Harib xuất hiện trong sổ đăng ký thuế của Ottoman năm 1596 với tư cách là một ngôi làng ở Nahiya của Jawlan Garbi ở Qada của Hawran. Nó có dân số gồm 5 hộ gia đình Hồi giáo và 7 cử nhân và đóng thuế cho lúa mì, lúa mạch và dê hoặc tổ ong. Năm 1888, Gottlieb Schumacher mô tả đây là một ngôi làng gồm 70 túp lều bằng đá và bùn với khoảng 200 cư dân "đáng mến và hiếu khách", người điều hành một ngành nuôi ong tuyệt vời ngoài trồng trọt. Sau đó, ngôi làng nằm ngay bên ngoài biên giới của Palestine bắt buộc, mặc dù một số vùng đất của nó nằm bên trong Palestine. Làng Kafr Harib có khoảng 1900 cư dân khi nó bị bỏ hoang trong Chiến tranh Sáu ngày năm 1967.
Khu định cư của Israel được thành lập vào năm 1973 và lấy tên từ Kafr Harib. Những người sáng lập mới của Israel định cư tạm thời ở trại Afik, và chuyển đến địa điểm ngày nay (địa điểm của một căn cứ quân đội Syria nhìn ra Ein Gev và HaOn) vào năm 1974. Khu định cư thứ mười sáu của Israel được thành lập ở Cao nguyên Golan, các thành viên của nó là người Israel bản địa và người nhập cư từ Hoa Kỳ. Tính đến năm 2011, dân số đứng ở 400 người, trong đó 90 người sống trong khu phố mới được xây dựng năm 2004.

## Nền kinh tế
Chủ nhân của khu định cư là nhà máy ARI mà công ty sở hữu, chuyên sản xuất thiết bị thủy lực. Khu định cư tiếp tục trồng cây cho nông nghiệp, chẳng hạn như hạnh nhân, bơ, mật hoa và đào. Nó cũng có một con bò ổn định cho sữa. Ngoài ra còn có một tiệm giặt và làm rèm. Khu định cư là một đối tác trong khu du lịch Hamat Gader và điều hành Mitzpe LeShalom (Hòa bình Vista), một nơi giải trí ở rìa của Vách đá.